# Adolphus Warburton Moore
Pour l’article homonyme, voir Moore.
Adolphus Warburton Moore (12 juillet 1841 – 2 février 1887) est un membre du Civil Service et un des principaux alpinistes britanniques de l'âge d'or de la conquête des Alpes dans la deuxième moitié du XIXe siècle.

## Biographie
Fils du major John Arthur Moore et de Sophia Stewart Yates, il est membre de l'India Office de 1858 à 1887, occupant le poste d'assistant secrétaire au département politique de 1875 à 1885 Il est aussi secrétaire privé de Lord Randolph Churchill.
Il commence l'alpinisme en 1862 et réalise bon nombre de premières dont celle l'éperon de la Brenva en 1865.
Cette dernière voie est la première à avoir été gravie sur le versant Sud du mont Blanc, et cette course essentiellement glaciaire dépassait en difficulté tout ce qui avait été fait jusqu'ici (elle est aujourd'hui cotée D-). Le récit par Moore de cette ascension compte selon Claire Éliane Engel, parmi les meilleurs du genre. Selon Moore : « La voie de la Brenva [pour aller au mont Blanc] ne présente que peu d'avantages pratiques. Elle a par contre un mérite celui de la rectitude. De plus elle est incomparablement plus intéressante… et excitante ». Ainsi, le lendemain de l'ascension du Cervin qui marquait l'apogée de la conquête des sommets, commençait l'ère de la recherche des voies pour leur beauté et leur difficulté.
Moore se rend dans le Caucase avec Douglas William Freshfield et Charles Comyns Tucker en 1868, où ils réalisent la première ascension par des étrangers du plus bas des deux sommets de l'Elbrouz (l'équipe d'Horace Walker fit l'ascension du point culminant en 1874), ainsi que la première ascension du mont Kazbek.
Le pic Moore (3 557 m) et le col Moore (3 525 m), en bas de l'éperon de la Brenva, furent nommés en son honneur par F. S. Smythe et Thomas Graham Brown lors de la première de la  voie de la Sentinelle Rouge en 1927 : « [L'éperon de la Brenva] commence par l'ascension d'une petite brêche, que nous avons appelée col Moore en l'honneur du premier vainqueur, A. W. Moore, et située entre le pied de l'éperon et un minuscule pic aujourd'hui appelé pic Moore ».

## Principales premières ascensions

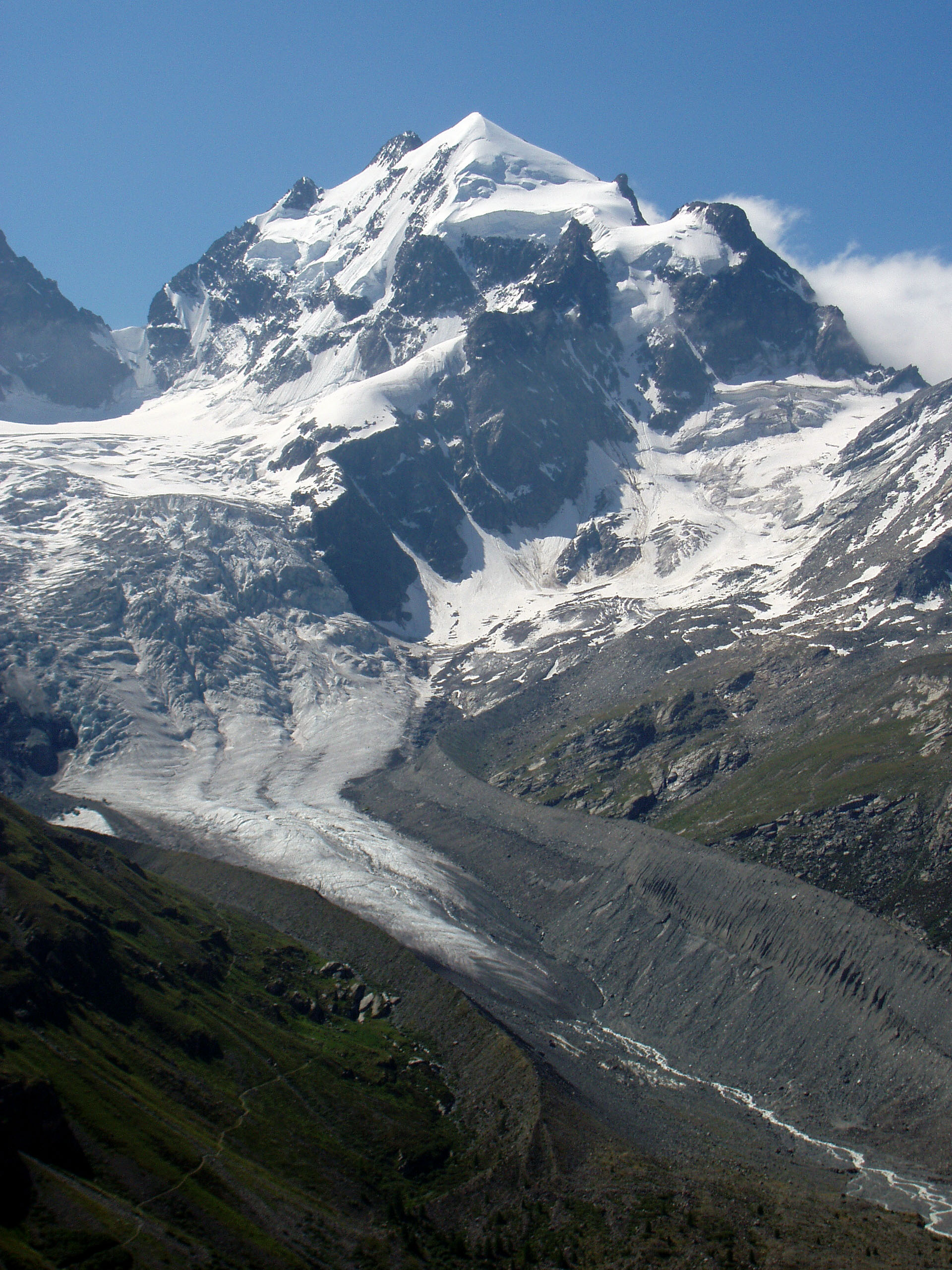
Vue du piz Roseg

- 23 juillet 1862 : Gross Fiescherhorn (Alpes bernoises) avec H. B. George et les guides Christian Almer et Ulrich Kaufmann ;
- 25 juin 1864 : Barre des Écrins (massif des Écrins) avec Edward Whymper et Horace Walker, et les guides Michel Croz, Christian Almer.
- 28 juin 1865 : Piz Roseg (chaîne de la Bernina) avec Horace Walker et guide Jakob Anderegg ;
- 6 juillet 1865 : Obergabelhorn (Alpes valaisannes) avec Horace Walker et Jakob Anderegg ;
- 9 juillet 1865 : Pigne d'Arolla (Alpes valaisannes) avec Horace Walker et Jakob Anderegg ;
- 15 juillet 1865 : éperon de la Brenva au mont Blanc avec George Spencer Mathews, Frank Walker and Horace Walker, et les guides Jakob Anderegg et Melchior Anderegg.